# Autoroute A134 (France)
L'autoroute A134 est un projet d'autoroute formant avec l'Autoroute A133 le projet de contournement Est de Rouen, en Normandie. Le décret de déclaration d'utilité publique de l'Autoroute A134 a été pris le 14 novembre 2017 et publié au Journal officiel le 16 novembre 2017.
L'A134 relie l'Autoroute A133 au niveau de la commune des Authieux-sur-le-Port-Saint-Ouen à la RD18E à la hauteur du « Rond-point des Vaches ».